# Olympische Sommerspiele 1972/Schwimmen – 100 m Schmetterling (Frauen)
Der Schwimmwettkampf über 100 Meter Schmetterling der Frauen bei den Olympischen Spielen 1972 in München wurde vom 31. August bis 1. September ausgetragen.

## Ergebnisse

### Vorläufe

#### Vorlauf 1
| Rang | Athletin                 | Nation             | Zeit (min) | Anm. |
| ---- | ------------------------ | ------------------ | ---------- | ---- |
| 1    | Dana Shrader             | Vereinigte Staaten | 1:05,09    | Q    |
| 2    | Edeltraud Koch           | BR Deutschland     | 1:05,29    | Q    |
| 3    | Frieke Buys              | Niederlande        | 1:06,89    | Q    |
| 4    | Margrit Thomet           | Schweiz            | 1:07,28    | Q    |
| 5    | Brenda McGrory           | Irland             | 1:08,52    |      |
| 6    | Donatella Talpo-Schiavon | Italien            | 1:08,98    |      |
| 7    | Susan Smith              | Kanada             | 1:09,38    |      |
| 8    | Norma Amezcua            | Mexiko             | 1:12,23    |      |

#### Vorlauf 2
| Rang | Athletin        | Nation         | Zeit (min) | Anm.  |
| ---- | --------------- | -------------- | ---------- | ----- |
| 1    | Andrea Gyarmati | Ungarn         | 1:04,01    | OR, Q |
| 2    | Roswitha Beier  | DDR            | 1:04,34    | Q     |
| 3    | Eva Wikner      | Schweden       | 1:06,70    | Q     |
| 4    | Iryna Ustymenko | Sowjetunion    | 1:07,44    | Q     |
| 5    | Aurora Chamorro | Spanien        | 1:08,39    |       |
| 6    | Leslie Cliff    | Kanada         | 1:09,29    |       |
| 7    | Hsu Yue-yun     | Republik China | 1:11,67    |       |

#### Vorlauf 3
| Rang | Athletin         | Nation             | Zeit (min) | Anm. |
| ---- | ---------------- | ------------------ | ---------- | ---- |
| 1    | Deena Deardurff  | Vereinigte Staaten | 1:04,80    | Q    |
| 2    | Rosemarie Kother | DDR                | 1:04,83    | Q    |
| 3    | Noriko Asano     | Japan              | 1:04,97    | Q    |
| 4    | Sue Funch        | Australien         | 1:07,51    |      |
| 5    | Jean Jeavons     | Großbritannien     | 1:07,64    |      |
| 6    | Věra Faitlová    | Tschechoslowakei   | 1:08,18    |      |
| 7    | Tay Chin Joo     | Singapur           | 1:10,92    |      |
| 8    | Susana Saxlund   | Uruguay            | 1:11,90    |      |

#### Vorlauf 4
| Rang | Athletin        | Nation             | Zeit (min) | Anm.  |
| ---- | --------------- | ------------------ | ---------- | ----- |
| 1    | Mayumi Aoki     | Japan              | 1:04,00    | OR, Q |
| 2    | Ellie Daniel    | Vereinigte Staaten | 1:04,33    | Q     |
| 3    | Gudrun Beckmann | BR Deutschland     | 1:05,26    | Q     |
| 4    | Heike Nagel     | BR Deutschland     | 1:05,64    | Q     |
| 5    | Marilyn Corson  | Kanada             | 1:06,26    | Q     |
| 6    | Judit Turóczy   | Ungarn             | 1:09,73    |       |
| 7    | Ileana Morales  | Venezuela          | 1:10,37    |       |

### Halbfinale

#### Halbfinale 1
| Rang | Athletin         | Nation             | Zeit (min) | Anm.  |
| ---- | ---------------- | ------------------ | ---------- | ----- |
| 1    | Andrea Gyarmati  | Ungarn             | 1:03,80    | Q, WR |
| 2    | Roswitha Beier   | DDR                | 1:04,36    | Q     |
| 3    | Dana Shrader     | Vereinigte Staaten | 1:04,54    | Q     |
| 4    | Rosemarie Kother | DDR                | 1:04,64    |       |
| 5    | Edeltraud Koch   | BR Deutschland     | 1:05,28    |       |
| 6    | Frieke Buys      | Niederlande        | 1:06,78    |       |
| 7    | Marilyn Corson   | Kanada             | 1:06,78    |       |
| 8    | Iryna Ustymenko  | Sowjetunion        | 1:07,76    |       |

#### Halbfinale 2
| Rang | Athletin        | Nation             | Zeit (min) | Anm. |
| ---- | --------------- | ------------------ | ---------- | ---- |
| 1    | Deena Deardurff | Vereinigte Staaten | 1:03,97    | Q    |
| 2    | Mayumi Aoki     | Japan              | 1:04,11    | Q    |
| 3    | Ellie Daniel    | Vereinigte Staaten | 1:04,25    | Q    |
| 4    | Gudrun Beckmann | BR Deutschland     | 1:04,52    | Q    |
| 5    | Noriko Asano    | Japan              | 1:04,53    | Q    |
| 6    | Heike Hustede   | BR Deutschland     | 1:06,48    |      |
| 7    | Margrit Thomet  | Schweiz            | 1:07,12    |      |
| 8    | Eva Wikner      | Schweden           | 1:07,53    |      |

### Finale
| Rang | Athletin        | Nation             | Zeit (min) | Anm. |
| ---- | --------------- | ------------------ | ---------- | ---- |
| 1    | Mayumi Aoki     | Japan              | 1:03,34    | WR   |
| 2    | Roswitha Beier  | DDR                | 1:03,61    |      |
| 3    | Andrea Gyarmati | Ungarn             | 1:03,73    |      |
| 4    | Deena Deardurff | Vereinigte Staaten | 1:03,95    |      |
| 5    | Dana Shrader    | Vereinigte Staaten | 1:03,98    |      |
| 6    | Ellie Daniel    | Vereinigte Staaten | 1:04,08    |      |
| 7    | Gudrun Beckmann | BR Deutschland     | 1:04,15    |      |
| 8    | Noriko Asano    | Japan              | 1:04,25    |      |